# Karl von Oberkamp
Karl Ferdinand Reichsritter von Oberkamp, född 30 oktober 1893 i München, död 4 maj 1947 i Belgrad, var en tysk SS-Brigadeführer och generalmajor i Waffen-SS. Han anförde bland annat 7. SS-Freiwilligen-Gebirgs-Division Prinz Eugen i Jugoslavien. Efter andra världskriget utlämnades von Oberkamp till jugoslaviska myndigheter som dömde honom till döden och avrättade honom genom hängning.

### Webbkällor
- Miller, Michael D.; Collins, Gareth. ”SS-Brigadeführer und Generalmajor der Polizei” (på engelska). Axis Biographical Research. Arkiverad från originalet den 10 juli 2014. https://archive.today/20140710185037/http://www.geocities.com/~orion47/SS-POLIZEI/SS-Brigf_O-S.html. Läst 10 juli 2014.